# Melanochaeta zhejiangensis
Melanochaeta zhejiangensis är en tvåvingeart som beskrevs av Yang 1990. Melanochaeta zhejiangensis ingår i släktet Melanochaeta och familjen fritflugor. Inga underarter finns listade i Catalogue of Life.